# Selektyna P

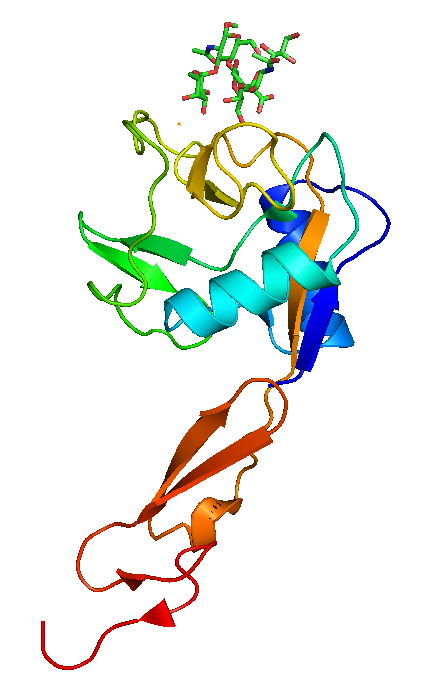
Struktura selektyny P

Selektyna P – białko kodowane u ludzi przez gen SELP.
Selektyna P jest cząsteczką adhezji komórkowej obecną na powierzchni aktywowanych komórek śródbłonka naczyniowego, która odpowiada za interakcje wewnętrznej warstwy naczynia krwionośnego z aktywowanymi trombocytami. Jest zmagazynowana w ziarnistościach zwanych ciałkami Weibla-Paladego w nieaktywowanych komórkach śródbłonka oraz w ziarnistościach α nieaktywowanych trombocytów.
Inne nazwy selektyny P to CD62P, GMP-140 i PADGEM. Zidentyfikowano ją po raz pierwszy na endoteliocytach (komórkach śródbłonka naczyniowego) w 1989 roku.

## Gen selektyny P i jego ekspresja
U człowieka gen selektyny P jest zlokalizowany na chromosomie 1q21-q24, ma długość powyżej 50 kb i składa się z 17 eksonów. Selektyna P ulega ekspresji na powierzchni megakariocytów (prekursor trombocytów) i endoteliocytów. Ekspresja selektyny P jest zdeterminowana przez dwa odrębne procesy. Po pierwsze, selektyna P jest syntetyzowana przez megakariocyty i komórki śródbłonka naczyniowego. W obrębie tych komórek dochodzi do regulacji ekspresji selektyny P przy udziale błony pęcherzyków wydzielniczych. Gdy dochodzi do aktywacji megakariocytów i komórek śródbłonka naczyniowego przez agonisty, na przykład trombinę, następuje szybka translokacja selektyny P z ziarnistości wydzielniczej. Po drugie, zwiększone stężenie mRNA oraz białka selektyny P jest wywoływane przez mediatory zapalenia, między innymi czynnik martwicy guza α (TNF-α), LPS, interleukinę-4 (IL-4). W przeciwieństwie do mysich komórek śródbłonka naczyniowego TNF-α i LPS nie zwiększają ekspresji selektyny P w ludzkich komórkach śródbłonka naczyniowego. Zwiększenie syntezy selektyny P może odgrywać kluczową rolę w wymuszeniu ekspresji tej cząsteczki na powierzchni komórki.

## Struktura
Selektyna P została wykryta w komórkach śródbłonka naczyniowego i trombocytach, w których jest zmagazynowana odpowiednio w ciałkach Wiebel-Palade’a i ziarnistościach α. W odpowiedzi na cytokiny prozapalne zwłaszcza IL-4 i IL-13 selektyna P ulega przemieszczeniu z wnętrza komórek śródbłonka naczyniowego na ich powierzchnię. Zewnątrzkomórkowa część selektyny P składa się z 3 różnych domen (homologicznie do innych selektyn); domeny lektynowej (koniec aminowy), domeny EGF-podobnej i domeny homologicznej z białkami regulującymi dopełniacz – krótkie powtórzenia konsensusowe (~ 60 aminokwasów). Liczba powtórzeń domeny homologicznej z białkami regulującymi dopełniacz jest główną cechą różnicującą typ selektyny. U ludzi, selektyna P posiada 9 powtórzeń, selektyna E sześć, natomiast selektyna L tylko 2. Selektyna P poza częścią zewnątrzkomórkową posiada część przezbłonową i następujący po niej krótki ogon cytoplazmatyczny (koniec karboksylowy)

## Ligand
Głównym ligandem selektyny P jest glikoproteinowy ligand 1 selektyny P (PSGL-1), którego ekspresję wykryto na prawie wszystkich leukocytach. Ponadto selektyna P wiąże się również z siarczanem heparanu i fukoidyną. PSGL-1 występuje na powierzchni komórek krwiotwórczych, jak również neutrofili, eozynofili, limfocytów i monocytów pośrednicząc w wiązaniu i adhezji tych komórek. Jednakże należy podkreślić, że PSGL-1 nie jest specyficznym ligandem dla selektyny P, może się wiązać również z innymi typami selektyn

## Funkcja
Selektyna P odgrywa główną rolę w zapoczątkowaniu przemieszczenia się leukocytów (białych krwinek) do ogniska zapalnego. Selektyna P przemiesza się z wnętrza na powierzchnię komórek śródbłonka naczyniowego, gdy jego komórki ulegną aktywacji podczas zapalenia pod wpływem histaminy bądź trombiny.
Trombina jest induktorem stymulującym komórki śródbłonka naczyniowego do uwolnienia selektyny P. Ostatnie badania wykazują, że istnieje jeszcze inny szlak zależny od jonów wapniowych (Ca2+) zaangażowany w jej uwalnianie
Ligandy selektyny P na eozynofilach i neutrofilach są podobnymi sialowanymi strukturami, które są wrażliwe na proteazy oraz oporne na endo-beta-galaktozydazy. Cechy te istotnie odróżniają je od ligandów dla selektyny E i sugerują odmienne role selektyny E oraz P w zapoczątkowywaniu odpowiedzi na zapalenie
Selektyna P odgrywa również bardzo ważną rolę w aktywacji i agregacji płytek krwi do miejsca, w którym doszło do uszkodzenia naczynia krwionośnego. W nieaktywowanej płytce krwi, selektyna P znajduje się w wewnętrznej ścianie ziarnistości α. Aktywacja płytek krwi (przez agonisty: trombinę, kolagen typu II, ADP) powoduje „odwrócenie błony” i płytka uwalnia ziarnistości α i ziarnistości gęste (wewnętrzna warstwa błony z ziarnistościami znajduje się na zewnątrz komórki). Następnie selektyna P promuje płytki krwi do agregacji poprzez wiązanie płytki z płytką oraz płytki z fibryną.
Selektyna P ma również zdolność wiązania się z cytoszkieletem aktynowym poprzez białka kotwiczące, jednak mechanizm jest do tej pory jest nieznany.

## Rola w nowotworzeniu
Selektyna P wykazuje podobną rolę w powstawaniu przerzutów guza do selektyny E. Selektyna P ulega ekspresji zarówno na powierzchni aktywowanych komórek śródbłonka naczyniowego, jak również na aktywowanych płytkach krwi, ułatwiając inwazję do krwiobiegu komórkom nowotworowym pod warunkiem wpółdziałania z nią wielu czynników wzrostu. Ponadto wiadomo, że płytki krwi ułatwiają tworzenie się przerzutów nowotworowych przez tworzenie kompleksów z komórek nowotworowych i leukocytów w układzie naczyniowym, które przyczyniają się do powstawania mikrozatorowości i zatrzymania komórek nowotworowych w odległych narządach. Doświadczenia na myszach in vivo potwierdzają, że zmniejszenie liczby krążących płytek krwi może redukować powstawanie przerzutów nowotworu
Sialowany oligosacharyd Lewis x podlega ekspresji na powierzchni komórek nowotworowych i jest rozpoznawany przez selektynę E oraz selektynę P. Odgrywa on kluczową rolę w powstawaniu przerzutów. Jednakże linii komórkowej raka piersi 4T1, zaobserwowano, że aktywność selektyny E jest zależna od sLe(x), podczas gdy aktywność selektyny P jest sLe(x) niezależna. Wyniki te sugerują, że wiązanie selektyny P jest zależne od jonów wapniowych (Ca2+) usiarczynowania. Jeden z siarczanowych ligandów (siarczan chondroityny) glikozaminoglikanu (GAG) posiada zdolność do tworzenia przerzutów. Przy zastosowaniu heparyny ta aktywność została zahamowana, natomiast w obecności mucyny GAG w interakcji z selektyną P był zaangażowany w tworzenie przerzutów. Selektywne usunięcie mucyny powodowało zmniejszenie interakcji między selektyną P a płytkami krwi in vivo i in vitro
Heparyna jest znana ze swojej aktywności jako antyheparynazy, wynikiem czego jest powstrzymywanie tej endoglikozydazy od degradacji siarczanu heparanu (jeden z glikozaminoglikanów) i efektywne hamowanie działalności selektyny P. Mimo dobrych efektów hamowania progresji nowotworu przez heparynę, potwierszoną w wielu próbach klinicznych. użycie heparyny w leczeniu przeciwnowotworowym jest ograniczone, ponieważ istnieje ryzyko wywołania u chorych krwotoków. W wyniku tego, dochodzi do rozwijania nowych metod w leczeniu przeciwnowotworowym, które są skierowane przeciwko selektynie P. W związku z tym, wykryto hamujące działanie półsyntetycznych dimerów STMCs (ang. sulfated tri mannose C-C linked dimers) na selektynę P, co potwierdza zatrzymanie tworzenia się przerzutów w badaniach na zwierzętach in vivo. Zahamowanie tworzenia przerzutów jest tłumaczone inhibicją interakcji między komórkami nowotworowymi a śródbłonkiem naczyniowym, co znacząco hamuje rozsiew nowotworu